# Porta de Toledo
A Porta de Toledo (em castelhano: Puerta de Toledo) situa-se em Madrid, Espanha.

## História

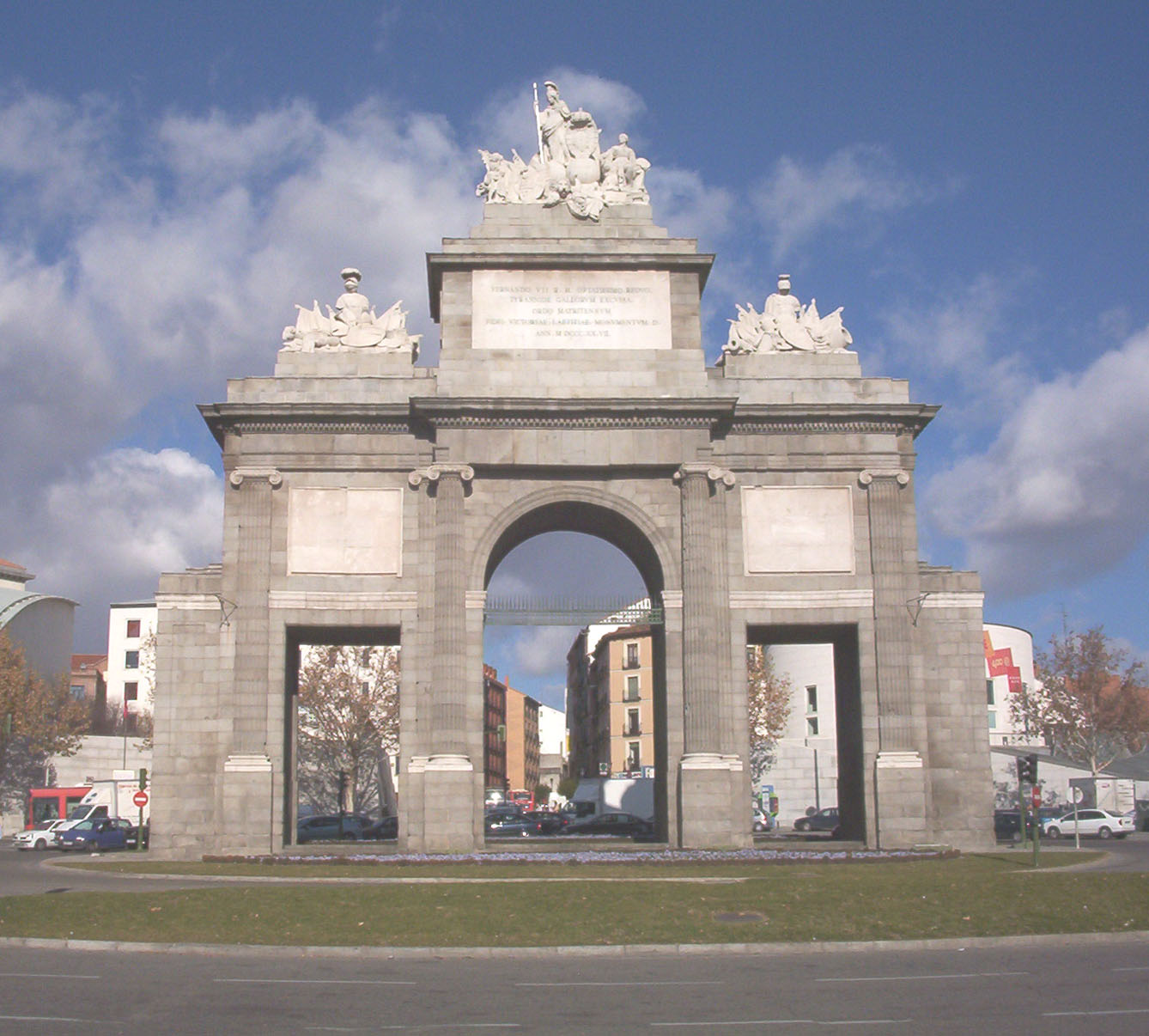
Vista geral da Porta de Toledo

A atual Porta de Toledo é já a terceira porta a existir em Madrid com esta designação.
- A primeira, foi construída durante o reinado de Henrique IV de Castela.
- A segunda foi construída durante o reinado de Filipe IV, cerca de 1625.
- A terceira e actual foi construída durante o reinado de Fernando VII entre 1817 e 1827, após a expulsão de José Bonaparte (José I de Espanha), segundo um projecto  do arquitecto Antonio López Aguado.

A Porta de Toledo atual foi a última porta a ser construída em Madrid.

## Descrição
O material utilizado na construção desta porta, constituída por um arco principal, ladeado por duas portas rectangulares, foi o granito.
Na parte superior do monumento, pode-se observar algumas estátuas esculpidas por Ramón Barba e Valeriano Salvatierra de acordo com um desenho de José Ginés.
Por cima do arco principal, existe uma inscrição com a seguinte frase: '«'A Fernando VII el Deseado, padre de la patria, restituido a sus pueblos, exterminada la usurpación francesa, el Ayuntamiento de Madrid consagró este monumento de fidelidad, de triunfo, de alegría. Año de MDCCCXXVII».